# Les Momies : Un voyage dans l’éternité
Les Momies : Un voyage dans l’éternité est une monographie illustrée sur la momification en Égypte antique, le rite funéraire dans l'Égypte antique et l’histoire des découvertes des momies, co-écrite par l’historienne française Françoise Dunand, et le docteur en médecine Roger Lichtenberg, et parue chez Gallimard en 1991. Cet ouvrage est le 118e titre dans la collection « Découvertes Gallimard ».

## Introduction et contenu
Cet ouvrage en format poche (125 × 178 mm) fait partie de la série Archéologie dans la collection « Découvertes Gallimard ». Il s’ouvre sur des photographies pleine page de neuf momies de la nécropole de Douch, fouillée par l’Institut français d'archéologie orientale. Les deux auteurs ont été impliqués dans ces fouilles.
Ici les auteurs décortiquent la technique de momification que les Égyptiens mirent au point au début de l’Ancien Empire, qui perdura jusque sous l’Égypte romaine (les « portraits du Fayoum »), et même sous l’Égypte chrétienne des premiers siècles. Les auteurs ajoutent également une dimension scientifique à la connaissance historique des momies, s’appuyant sur les récentes analyses radiographiques ou génétiques des corps.
Le corpus est divisé en cinq chapitres, suivis d’un ensemble des « témoignages et documents », qui fournit une compilation d’extraits de certains documents anciens et des textes d’enquêteurs du XIXe siècle.
Selon la tradition des « Découvertes », cette collection repose sur une abondante documentation iconographique et une manière de faire dialoguer l’iconographie documentaire et le texte, enrichie par une impression sur papier couché ; en d’autres termes, « de véritables monographies, éditées comme des livres d’art ». C’est presque comme un « roman graphique », rempli de planches en couleurs.

### Contenu
Le corpus

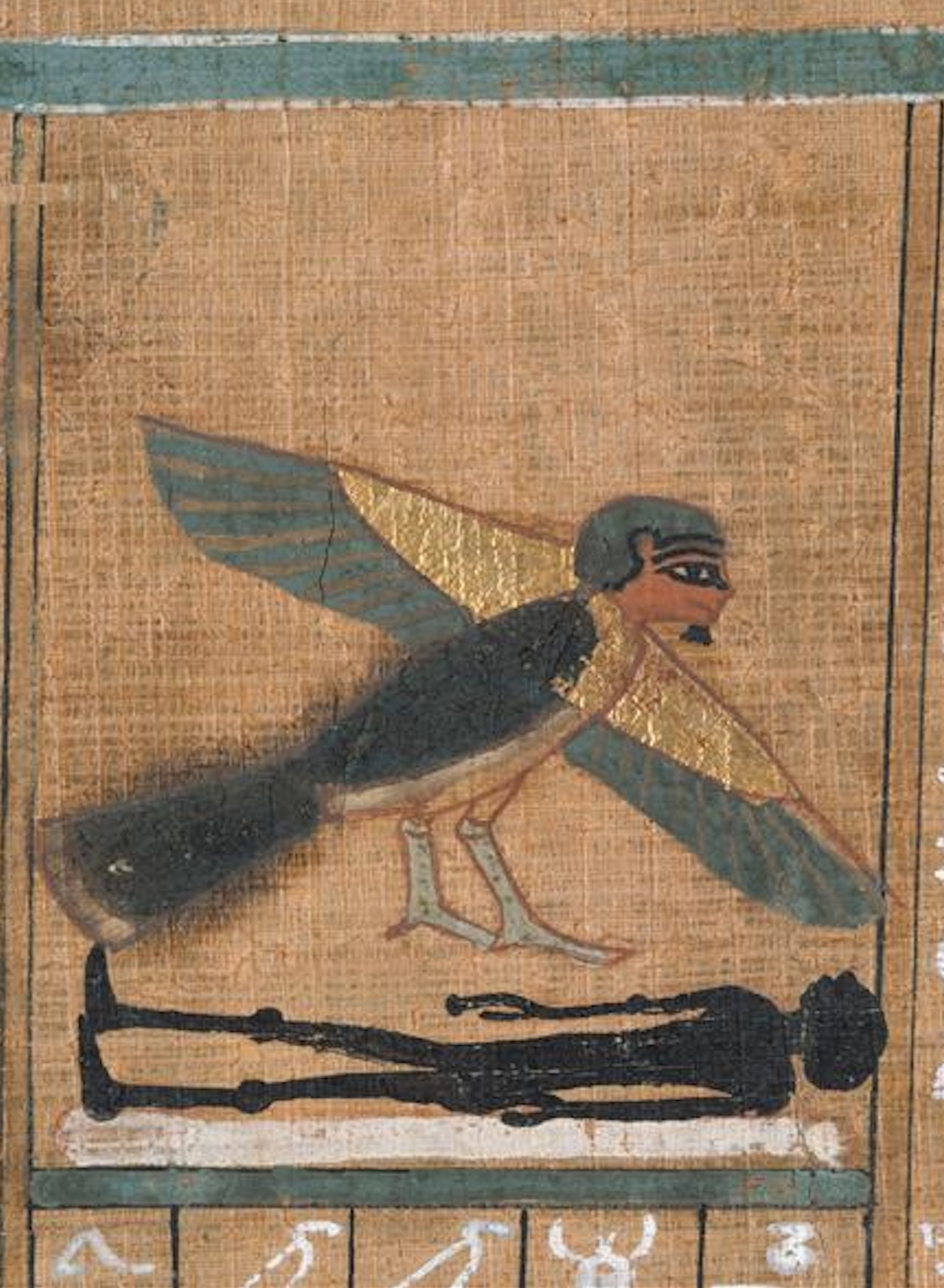
Le Ba du défunt voletant sur son corps. Illustration dans le « Livre des Morts de Tchenena, supérieur des tisserands de la divine adoratrice », reproduite sur la quatrième de couverture.

- Pré-générique (p. 1–9, une succession des photographies pleine page)
- Chapitre premier : « La Découverte des momies » (p. 13–25)
- Chapitre II : « La longue mise au point d’une technique » (p. 27–39)
- Chapitre III : « Vers l’immortalité » (p. 41–55)
- Chapitre IV : « Du mythe de la vie éternelle à la dure réalité » (p. 57–75)
- Chapitre V : « Sous l’œil du savant » (p. 77–95)

Témoignages et documents
- Témoignages et documents (p. 98–119)
- Chronologie (p. 120)
- Carte (p. 121)
- Bibliographie (p. 122)
- Table des illustrations (p. 123–125)
- Index (p. 125–127)
- Table des matières (p. 128)

## Accueil
Le site Babelio confère au livre une note moyenne de 3,18 sur 5, sur la base de 14 notes. Sur le site Goodreads, l’édition américaine obtient une moyenne de 3,91/5 basée sur 23 notes, et l’édition britannique 3,75/5 basée sur 12 notes, indiquant des avis généralement positifs.
Dans sa critique du livre pour la revue Dialogues d'histoire ancienne (1992), l’historien français Georges Tate écrit : « En cinq chapitres denses, clairs et somptueusement illustrés, les auteurs nous présentent, sur le sujet un dossier fondé sur les découvertes les plus récentes qui s’étend à toutes les questions que l’on peut se poser à propos des momies. […] Un ouvrage somptueux où l’intérêt du texte ne faiblit jamais grâce à une rédaction vive et claire et à une illustration remarquable par sa qualité et par le soutien et parfois les prolongements qu’elle apporte au texte ».
L’égyptologue russe Victor Solkin (en) écrit dans sa critique :

« Le monde des momies, des masques et amulettes funéraires, des textes commémoratifs et des tombes grandioses est devenu l’une des « cartes de visite » de l’Égypte antique aux yeux de nos contemporains. Il semblerait que beaucoup a été écrit sur ce sujet ; cependant, il est très rare de trouver une publication qui, dans un langage simple et accessible, expliquerait l’essence d’un phénomène aussi complexe et, en même temps, si fascinant. Dans ce contexte, le livre de F. Dunand et de R. Lichtenberg, petit, mais informatif et magnifiquement illustré, deviendrait une véritable trouvaille pour le lecteur russophone, surtout si l’on considère qu’en plus d’informations intéressantes, ses pages contiennent des images de monuments vraiment rares et des images uniques de la chronique. Tout irait bien, mais l’édition russe du livre s’est avérée en partie incorrecte « grâce » au travail de la traductrice. […] Le livre original est bon pour la masse de détails spécifiques, les noms, ce qui permet au lecteur de mieux comprendre le matériel, de faire des comparaisons, de trouver des analogies dans d’autres livres. […] C’est un livre très digne écrit pour tous ceux qui s’intéressent à l’Égypte par deux experts bien connus. Leur texte est accompagné d’excellentes illustrations, très bien reproduites dans la version russe. […] Le livre vaut vraiment la peine d’être acheté, malgré toutes les erreurs de traduction. Pour une raison quelconque, les Britanniques ont pu faire une traduction de haute qualité d’un livre français. Pourquoi sommes-nous pires ? »

## Éditions internationales
| Titre                                  | Traduction littérale                               | Langue               | Pays                         | Collection (numéro dans la collection) | Éditeur                     | Traducteur                   | Année de première parution | ISBN                 |
| -------------------------------------- | -------------------------------------------------- | -------------------- | ---------------------------- | -------------------------------------- | --------------------------- | ---------------------------- | -------------------------- | -------------------- |
| Les Momies : Un voyage dans l’éternité | –                                                  | Français de France   | France                       | Découvertes Gallimard (no 118)         | Éditions Gallimard          | –                            | 1991                       | (ISBN 9782070531677) |
| Mummies: A Journey Through Eternity    | « Momies : un voyage à travers l’éternité »        | Anglais britannique  | Royaume-Uni                  | New Horizons (sans numéro)             | Thames & Hudson             | Ruth Sharman                 | 1994                       | (ISBN 9780500300459) |
| Mummies: A Voyage Through Eternity     | « Momies : un voyage à travers l’éternité »        | Anglais américain    | États-Unis                   | Abrams Discoveries (sans numéro)       | Harry N. Abrams             | Ruth Sharman                 | 1994                       | (ISBN 9780810928862) |
| Las momias, un viaje a la eternidad    | « Les momies, un voyage dans l’éternité »          | Espagnol             | Espagne, Amérique hispanique | Biblioteca de bolsillo CLAVES (no 32)  | Ediciones B                 | Juan Antonio Vivanco Gefaell | 1999                       | (ISBN 9788440694591) |
| Le mummie: viaggio nell’eternità       | « Les momies : voyage dans l’éternité »            | Italien              | Italie                       | Universale Electa/Gallimard (no 102)   | Electa/Gallimard            | Emma da Fiesole              | 1997                       | (ISBN 9788844501273) |
| Mummies                                | « Momies »                                         | Néerlandais          | Pays-Bas                     | Fibula Pharos (sans numéro)            | Fibula-Van Dishoek          | Hans van Cuylenborg          | 1994                       | (ISBN 9789002197734) |
| Mummies                                | « Momies »                                         | Néerlandais          | Belgique                     | Standaard Ontdekkingen (sans numéro)   | Standaard Uitgeverij        | Hans van Cuylenborg          | 1994                       | (ISBN 9789026961366) |
| Egyptens mumier: en väg till evigheten | « Momies égyptiennes : un chemin vers l’éternité » | Suédois              | Suède                        | En värld av vetande (sans numéro)      | Berghs förlag (sv)          | Per Nyqvist                  | 1998                       | (ISBN 9789150213294) |
| Мумии: Путешествие в вечность          | « Momies : Voyage dans l’éternité »                | Russe                | Russie                       | Открытие (sans numéro)                 | AST (en)                    | Elena G. Sutotskaya          | 2003                       | (ISBN 9785170192984) |
| ミイラの謎                             | « Le mystère des momies »                          | Japonais             | Japon                        | 知の再発見 (no 42)                     | Sōgensha (ja)               | Ikuko Nanjō                  | 1994                       | (ISBN 9784422210926) |
| 木乃伊：邁向永恆之旅                   | « Les Momies : Un voyage dans l’éternité »         | Chinois traditionnel | Taïwan                       | 發現之旅 (no 67)                       | China Times Publishing (zh) | Hsiang-ju Yen                | 2003                       | (ISBN 9789571339382) |
| 미라: 영원으로의 여행                  | « Momies : voyage dans l’éternité »                | Coréen               | Corée du Sud                 | 시공 디스커버리 (no 32)                | Sigongsa (en)               | Jong-in Lee                  | 1996                       | (ISBN 9788972593270) |